# Vanessa Nakate
Vanessa Nakate (Kampala, 15 de noviembre de 1996) es una activista climática de Uganda. Creció en Kampala y comenzó su activismo en diciembre de 2018, preocupada por las temperaturas inusualmente altas en su país. En ese mismo año, fundó Rise Up Movement. Su padre era un político y Nakate tenía 4 hermanos menores.

## Educación
Nakate se graduó en Marketing en la Escuela de Negocios de la Universidad Makerere.

## Acciones por el clima
Inspirada por Greta Thunberg, comenzó su propio movimiento climático en Uganda, empezando en enero de 2019 una huelga en solitario contra la inacción de su país hacia la crisis climática. Durante varios meses fue la única manifestante fuera de las puertas del Parlamento de Uganda. Finalmente, otros jóvenes comenzaron a responder a sus llamadas en las redes sociales para ayudarla  a llamar la atención sobre la difícil situación de las selvas tropicales en el Congo. Nakate fundó la Juventud para el África del Futuro y el Movimiento Rise Up (Levántate), con sede en África.
En diciembre de 2019, Nakate fue una de las pocas activistas juveniles que habló en la reunión de la COP25 en España.
En la Conferencia de las Naciones Unidas sobre Cambio Climático de 2021 (COP26) llevada a cabo en el mes de noviembre, en Glasgow, Lasota, junto con otros activistas de Fridays for Future, incluidas Dominika Lasota  y Nicole Becker, realizaron una protesta el 8 de noviembre, antes de un discurso del expresidente estadounidense Barack Obama, argumentando que no había cumplido su promesa de proporcionar 100.000 millones de dólares estadounidenses en fondos para el clima a los países en desarrollo.
A principios de enero de 2020, se unió a otros 20 jóvenes activistas climáticos de todo el mundo para publicar una carta a los participantes en el Foro Económico Mundial, pidiendo a las empresas, bancos y gobiernos que dejen de subsidiar los combustibles fósiles. Se quedó en el campamento base del Ártico en Davos durante el Foro Económico Mundial. Posteriormente, los delegados se unieron a una marcha climática el último día del Foro.
En marzo de 2022, activistas ambientales de Uganda atacaron el megaproyecto petrolero TotalEnergies en África Oriental. La Asamblea Nacional Francesa recibió a cuatro destacados jóvenes activistas para presionar al gobierno para que tome una posición sobre el proyecto. Vanessa Nakate fue una de ellas.

## Motivación
En una entrevista con Amy Goodman para Democracy Now! Nakate expresó su motivación para realizar acciones por la crisis climática: 
“Mi país depende en gran medida de la agricultura, por lo tanto, la mayoría de la gente depende de la agricultura. Entonces, si nuestras granjas son destruidas por las inundaciones, si las granjas son destruidas por las sequías y la producción de cultivos es menor, eso significa que el precio de los alimentos va a subir. Por lo tanto, solo serán los más privilegiados quienes podrán comprar alimentos. Y son los mayores emisores en nuestros países, los que podrán sobrevivir a la crisis alimentaria, mientras que la mayoría de las personas que viven en pueblos y comunidades rurales tienen problemas para obtener alimentos debido a los altos precios. Y esto lleva al hambre y la muerte. Literalmente, en mi condado, la falta de lluvia significa hambre y muerte para los menos privilegiados”.

## Controversia
En enero de 2020, la agencia de noticias Associated Press recortó a Nakate de una foto en la que aparecía con Greta Thunberg y las activistas Luisa Neubauer, Isabelle Axelsson y Loukina Tille después de que todas asistieron al Foro Económico Mundial en Davos. Nakate acusó a los medios de tener una actitud racista. Associated Press luego cambió la foto e indicó que no hubo mala intención, al tiempo que presentó sus disculpas.

## Reconocimientos
- Fue parte de la lista de la BBC 100 Women publicada el 23 de noviembre de 2020.[16]
- El 17 de febrero de 2021, la revista Time la destacó como una de las 100 líderes del futuro en su lista Time100 Next.[17]
- En 2022 fue nombrada Embajadora de Buena Voluntad de UNICEF.[18]